# Stade Evžen-Rošický
Le stade Evžen-Rošický (en tchèque, Stadion Evžena Rošického) est un stade de football et d'athlétisme situé à Prague en République tchèque.
Il porte le nom d'Evžen Rošický, un athlète et résistant tchécoslovaque, tué par les Nazis en 1942. Il est cependant parfois surnommé Strahov, le nom du quartier où il se trouve (en), et se trouve d'ailleurs juste à côté du gigantesque Stade de Strahov. Sa capacité est de 19 032 places.

## Histoire
Ouvert en 1935, le stade accueille longtemps les compétitions internationales d'athlétisme organisées chaque année par la Tchécoslovaquie puis la République tchèque, à savoir le Mémorial Evžen-Rošický (cs) de 1947 à 1989, puis le Mémorial Josef-Odložil de 1994 à 2001. Il a depuis 2002 été remplacé par le Stade Juliska. Le principal événement qu'il a accueilli sont les championnats d'Europe d'athlétisme 1978.
Depuis 2002, le stade accueille des compétitions mineures d'athlétisme, d'envergure nationale, et des matchs de football, bien qu'aucun club n'en soit résident. La finale de la Coupe de République tchèque de football y a été organisée de 1994 à 2004, puis de 2007 à 2009. En son temps la finale de la Coupe de Tchécoslovaquie y a été organisée en 1983.
Le SK Slavia Prague y élit notamment domicile de 2000 à 2008, le temps de construire un nouveau stade, le Synot Tip Arena. Le Sparta Prague y joue à la fin de la saison 2000-2001, alors que son stade est en travaux. Le Viktoria Žižkov y joue ses matchs européens entre 2001 et 2003. Le Bohemians Praha y évolue à son tour en 2009-2010. Le Dukla Prague est en octobre 2011 le 9e club à y élire domicile de façon temporaire en dix ans.

## Événements accueillis
- Championnats d'Europe d'athlétisme 1978
- Coupe d'Europe des nations d'athlétisme 1987

## Galerie

Panorama intérieur du stade.

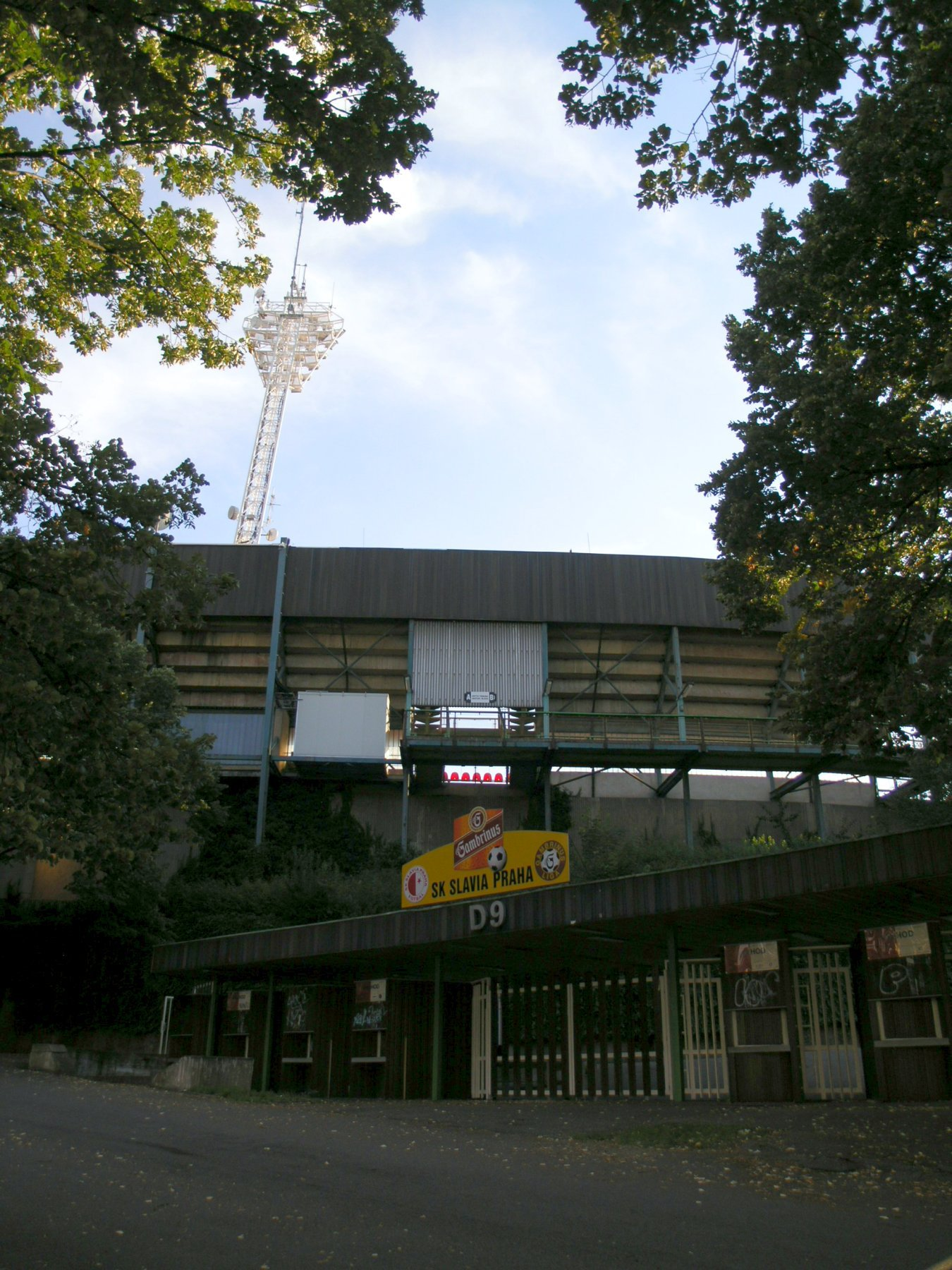
Entrée du stade, en 2007.
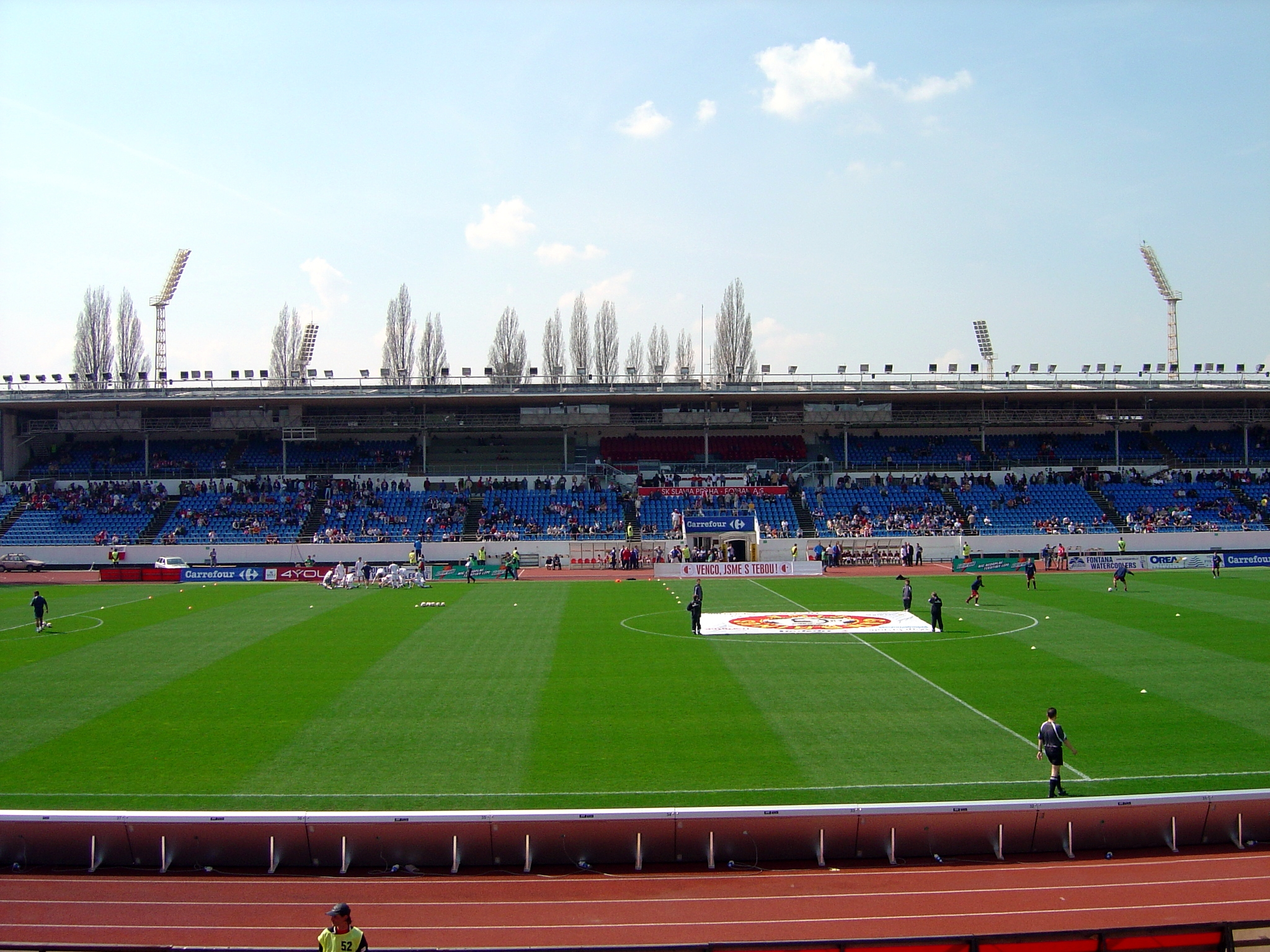
Avant-match en journée, en 2005.
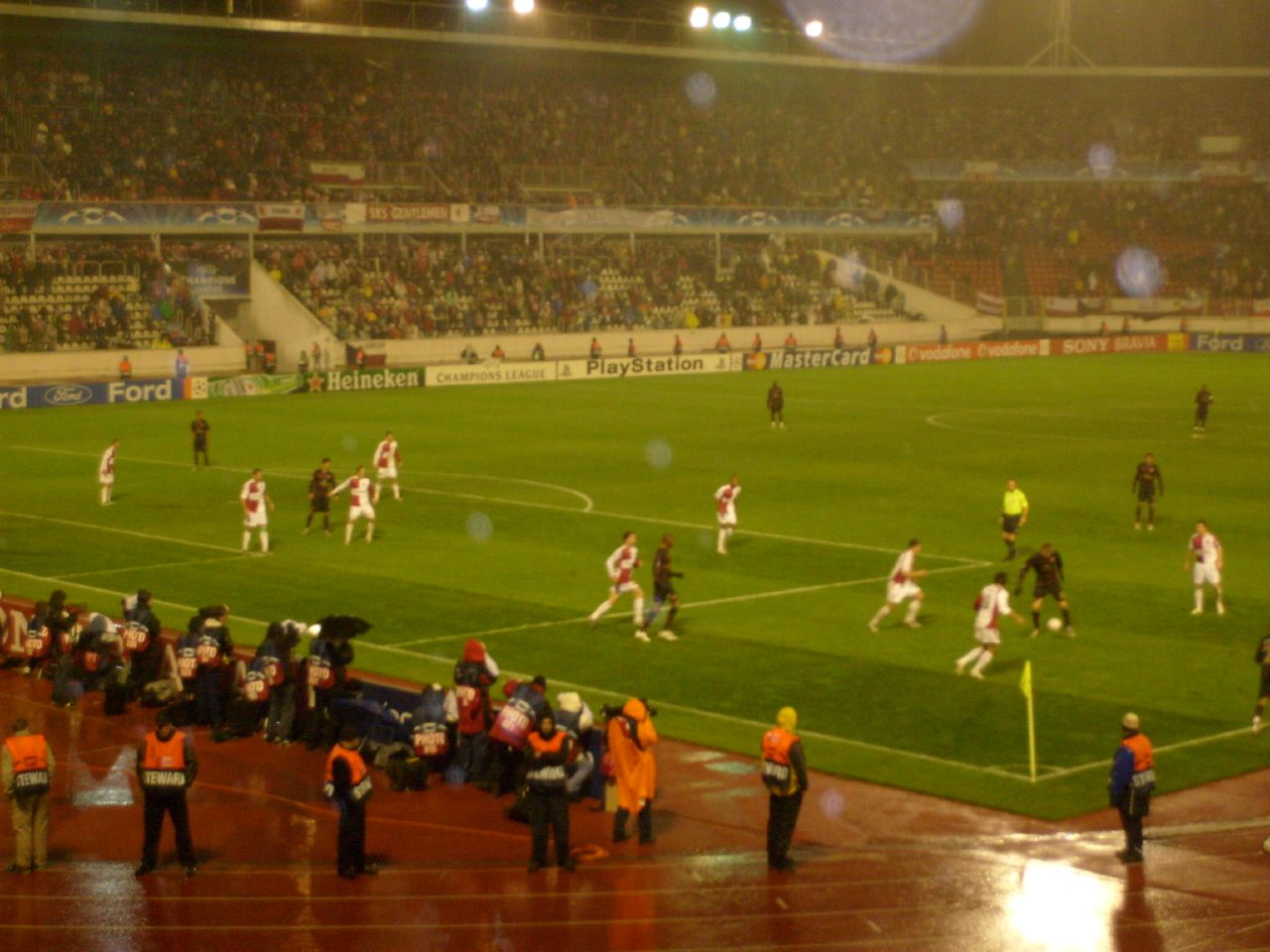
Slavia Prague-Arsenal FC, en 2007.